# Ямбургский 14-й уланский полк
14-й уланский Ямбургский полк — кавалерийская воинская часть Русской императорской армии.
Старшинство: 16.08.1806 г. 
Полковой праздник: 23 апреля, св. Георгия Победоносца.

## История
- 16.08.1806 г. — из 2-го и 5-го эскадронов Оренбургского драгунского полка, с добавлением рекрутами, в г. Торжке и г. Старице Тверской губ. полковником Букою, сформирован Ямбургский драгунский полк в составе 5 эскадронов.
- 27.08.1806 г. — учрежден запасный полуэскадрон.
- 1808 г. Участие в Шведской войне, бой у Сердоболя, обложение Кеми.
- 1809 г. бой в Лемберге, разведка от Комарна до Дрогова.
- 8.11.1810 г. — запасный полуэскадрон упразднен .
- 12.10.1811 г. — выделен личный состав на формирование Астраханского кирасирского полка.
- 1812 г. — Отечественная война 1812: В Литве приписан к корпусу Витгенштейна.
- 17.12.1812 г. — переформирован в уланский и назван Ямбургский уланский полк.
- 27.12.1812 г. — приведен в состав 6 действующих и одного запасного эскадронов.
- 1813 — Заграничный поход: участвовал под Пилау и Данцигом.
- 20.12.1828 г. — на гербы и пуговицы присвоен № 4.
- 18.10.1829 г. — вместо запасного эскадрона образован пеший резерв.
- 1831 г. — Польское восстание, участие в штурме Варшавы.
- 21.03.1833 г. — присоединены 1-й и 2-й эскадроны Арзамасского конно-егерского полка. Полк приведен в состав 8 действующих и одного резервного эскадронов. На гербы и пуговицы присвоен № 14.
- 30.08.1834 г. — в запасных войсках для полка учрежден запасный полуэскадрон № 26.
- 23.03.1835 г. — резервный эскадрон упразднен. Взамен него к полку причислен, с переименованием в резервный, 8-й действующий эскадрон Серпуховского уланского полка.
- 25.07.1837 г. — полку пожаловано шефство принца Фридриха Виртембергского, в связи с чем полк переименован в Уланский Его Королевского Высочества Принца Фридриха Виртембергского полк.
- 23.12.1841 г. — резервный эскадрон упразднен.
- 25.01.1842 г. — повелено иметь в запасных войсках из бессрочноотпускных нижних чинов 2 эскадрона: резервный и запасный.
- 1848 г. — учреждены от полка резервный и запасный кадры.
- 15.01.1851 г. — резервный и запасный кадры упразднены.
- 26.06.1856 г. — полк приведен в состав 6 действующих и 2 резервных эскадронов.
- 19.03.1857 г. – Ямбургский уланский Его Королевского Высочества Принца Фридриха Виртембергского полк.
- 27.05.1860 г. — 6-й резервный эскадрон упразднен.
- 29.12.1863 г. — 5-й резервный эскадрон отделен в состав 7-й резервной кавалерийской бригады и наименован резервным эскадроном Ямбургского уланского Его Королевского Высочества Принца Фридриха Виртембергского полка.
- 25.03.1864 г. — 14-й уланский Ямбургский Его Королевского Высочества Принца Фридриха Виртембергского полк.
- 22.07.1871 г. — полку пожаловано шефство великой княжны Марии Александровны, в связи с чем полк переименован в 14-й уланский Ямбургский Ея Императорского Высочества Великой Княжны Марии Александровны полк.
- 23.01.1874 г. — 14-й уланский Ямбургский Ея Императорского Высочества Великой Княгини Марии Александровны полк.
- 27.07.1875 г. — резервный эскадрон переименован в запасный эскадрон.
- 18.08.1882 г. — 41-й драгунский Ямбургский Ея Императорского Высочества Великой Княгини Марии Александровны полк.
- 11.08.1883 г. — полк приведен в состав 6 эскадронов. Запасный эскадрон обращен в отделение кадра № 14 кавалерийского запаса.
- 16.07.1891 г. — выделен один эскадрон на формирование 48-го драгунского Украинского полка. Взамен сформирован новый эскадрон.
- 6.12.1907 г. — 14-й уланский Ямбургский Ея Императорского Высочества Великой Княгини Марии Александровны полк.
- 08.12.1910 г. — Утвержден полковой знак.
- 17.10.1912 г. — присвоен околыш фуражек желтого цвета с двумя синими выпушками, а офицерам по две шитых петлицы на воротники.
- 1914 г. — Дивизия в составе XIV-го армейского корпуса. Полк расквартирован в м. Кельцы (Варшавский ВО).

### Первая Мировая война
- с 07.08.1914 г. — в составе 4-й армии (Юго-Западный фронт).
- С 03.09.1914 г. — 14-я кавалерийская дивизия в Конном корпусе Новикова, при 9-й армии (Юго-Западный фронт). В сентябре - октябре 6-й эскадрон месяц действовал в тылу противника, соединившись с главными силами[1].
- С 23.09.1914 г. — в составе корпуса в Варшавском отряде при 2-й армии (Северо-Западный фронт).
- На 08.10.1914 г. — дивизия во 2-й армии (Северо-Западный фронт).
- 11.08.1915 г. — при разделении Северо-Западного фронта, дивизия в составе 2-й армии (Западный фронт).
- К марту 1916 г. — дивизия вошла в состав I-го Кавалерийского корпуса, находящегося при 1-й армии (Западный фронт).
- 18.04.1916 г. — 1-я армия передана Северному фронту.
- К лету 1916 г. — 1-й Кавалерийский корпус в резерве 5-й армии (Северный фронта).
- На 22.12.1916 г. — дивизия в составе 1-го Конного корпуса, 5-я армия (Северный фронт).
- С 04.03.1917 г. — шефство полка отменено в связи с отречением Императора.

- 04.04.1917 г. — Приказано, Юбилейный штандарт с вензелем отрекшегося императора, доставить в Петроград, для выполнения работ по снятию вензеля.
- 1918 г. — окончательно расформирован по приказу большевиков.

## Командование полка

### Шефы полка
- 25.08.1806 — 30.08.1807 — полковник Бука, Игнатий Яковлевич
- 30.08.1807 — 02.12.1810 — полковник (с 12 декабря 1807 — генерал-майор) граф Кинсона, Виктор Осипович
- 02.12.1810 — 22.06.1815 — полковник Фальк, Карл Евстафьевич
- 25.07.1837 — 29.04.1870 — принц Фридрих Вюртембергский
- 22.07.1871 — 04.03.1917 — великая княгиня Мария Александровна

### Командиры
- 15.11.1807 — 11.11.1809 — полковник Аргамаков, Иван Васильевич
- 26.01.1810 — 01.06.1815 — подполковник (с 11.02.1813 полковник) Столыпин, Николай Алексеевич
- 22.06.1815 — 17.01.1816 — полковник Фальк, Карл Евстафьевич
- 14.02.1816 — 29.10.1818 — подполковник (с 30.08.1816 полковник) Лопатин, Григорий Михайлович
- 06.12.1818 — 29.01.1823 — полковник Гельман, Карл Евстафьевич
- 29.01.1823 — 15.04.1828 — полковник барон Оффенберг, Иван Петрович
- 15.04.1828 — 06.08.1832 — полковник Ивановский, Флориан Петрович
- 15.08.1832 — 22.02.1839 — полковник фон Бреверн, Пётр Логинович
- 22.02.1839 — 09.03.1842 — полковник Коханович, Иван Васильевич
- 12.02.1842 — 18.05.1842 — полковник Краузе, Иван Степанович
- 18.05.1842 — 07.09.1849 — полковник Голенищев-Кутузов, Павел Яковлевич
- 07.09.1849 — 24.07.1854 — полковник Гедройц-Юрага, Казимир Юзефович
- 26.07.1854 — 04.03.1856 — полковник Лихачёв, Александр Фёдорович
- 04.03.1856 — 30.10.1856 — полковник (с 26.08.1856 флигель-адъютант) князь Яшвиль, Владимир Владимирович
- 30.10.1856 — 26.11.1858 — полковник Стюрлер, Александр Николаевич
- 26.11.1858 — 05.02.1866 — полковник Альфтан, Алексей Карлович
- 05.02.1866 — 12.12.1868 — полковник Половцов, Михаил Викторович
- 12.12.1868 — 18.11.1869 — полковник Стремоухов, Сергей Александрович
- 18.11.1869 — 30.08.1875 — флигель-адъютант полковник Штрандман, Николай Карлович
- 16.09.1875 — 30.03.1876 — полковник Гольмберг, Густав Иванович
- 30.03.1876 — 03.01.1881[~ 1] — полковник Познышев, Фёдор Викторович
- 03.01.1881 — 08.11.1881 — полковник Коссинский, Константин Дмитриевич
- 10.12.1881 — 11.06.1890 — полковник Алексеев, Александр Петрович
- 28.06.1890 — 17.06.1896 — полковник Козловский, Павел Александрович
- 03.07.1896 — 25.01.1900 — полковник Баумгартен, Леонид Федорович
- 28.01.1900 — 22.04.1907 — полковник Лыщинский, Михаил Анзельмович
- 11.05.1907 — 30.04.1911 — полковник Мандрыко, Михаил Георгиевич
- 30.04.1911 — 07.03.1915 — полковник Хмыров, Пётр Евгеньевич
- 19.05.1915 — 21.12.1915 — полковник Доманевский, Владимир Николаевич
- 19.12.1915 — 17.03.1917 — полковник Косяков, Виктор Антонович
- 17.04.1917 — хх.хх.хххх — полковник Скуратов, Константин Николаевич

## Знаки отличия
- Полковой штандарт простой с надписью: «1806-1906» c Александровской юбилейной лентой. Пожалован 16.08.1906.

## Нагрудный знак
Нагрудный знак был утвержден — 8.12.1910 г. Белый Мальтийский крест с золотыми ободком и шариками. В центре красный круг, обрамленный зелеными ветвями, а на нем золотой вензель Императора Николая II. На краях креста золотые юбилейные даты: «1806-1906». Между концами креста накладные золотые вензеля Императоров 19-го века: Александра I, Николая I, Александра II и Александра III.

## Комментарии
1. ↑  Умер в должности. Высочайшим приказом от 03.01.1881 исключен из списков умершим.